# لازاروس (مغني راب)
كامران راشد خان، المعروف باسمه الفني لازاروس، هو مغني راب، ومؤلف أغانٍ وطبيب أمريكي من أصل باكستاني، نشأ في ديترويت التابعة لولاية ميشيغان، وانشهر بفضل أغنيتيه المنفردتين غادفلو GODFLOW))، ومان أون أ ميشن (Man On A Mission)، بالإضافة إلى أغانيه التي تشارك فيها مع كل من نصرت فتح علي خان، وبِزّار، ورويس دا 5'9"، وبوهيميا، وغوست-فيس كيلاه، وهي درغ أوف تشويس (Drug of Choice)، أوبن هارت سرجيري (Open Heart Surgery)، أندردوغ (Underdog)، إم تي بي كيه (MTBK)، وديكابيتيشن تشيمبر (Decapitation Chamber) على التوالي.

## بدايات حياته
وُلد كامران راشد خان في ديترويت في ولاية ميشيغان لعائلة باكستانية مسلمة، والتحق بجامعة ولاية وين حيث حاز على شهادة البكالوريوس في علم الأحياء، ومن ثم ارتاد جامعة ولاية ميشيغان ودرس الطب فيها.

## حياته المهنية

### بداياته من عام 2000 وحتى 2005
بالتزامن مع دراسته للطب، أسس كامران لمهنته في مجال الهيب هوب، فبدأ يغني الراب باسمه الحقيقي، لكنّه تبنى بعد ذلك الاسم «لازاروس» تفادياً لجرائم الكراهية والتنميط العِرقي، فأشار في مقابلة لاحقة له مع مجلة ذا سورس أنه شعر بتهدّم فرصه نجاحه كمغني راب بعد أحداث 11 سبتمبر عام 2001، وأن اسمه الفني هو استعارة من القدّيس لعزار الذي ورد بعثه من الموت في الإنجيل.
واكتسب لازاروس شعبيته من خلال غناء الراب بأسلوب حر عبر محطّات الراديو في ديترويت، وربح عدة نزالات للراب على محطتي إف إم 95.5 وإف إم 105.9، كما أذُيعت أغانيه المنفردة عبر محطة إف إم 98، ومن ثم بدأ لازاروس بإصدار الشرائط المسجّلة والغناء في صالات الموسيقا في ديترويت، منفتحاً لمشاركة جي-يونيت (G-Unit) ودي 12 (D12)، وفي عام 2005، أجرت قناة ديسكفري مقابلة معه، واستضافه تشارلي لوداف في وثائقي بعنوان «الأميال الثمانية الحقيقية» (The Real 8 Mile).

### الفترة بين العامين 2007 و2011: أول ألبوم وشريط مسجل
أطلق لازاروس ألبومه الأول بعنوان الفصل الأول: الأمير الذي سيصبح ملكاً (Chapter One: The Prince Who Would Be King) في عام 2007، وحصل بفضله على ثلاثة ترشيحات في حفل جوائز الهيب هوب في ديترويت عام 2007، وهي «مؤلف أغاني العام»، و«أغنية العام»، و«فنّان العام».
وتضمن الألبوم 18 أغنية، شارك بإحداها رويس دا 5'9" (Royce da 5'9")، كما أنتج الألبوم الأغنية المنفردة ِلت ذا غيم نو (Let The Game Know)، والتي حصدت ما يزيد عن مليون مشاهدة على اليوتيوب، وقام أنثوني غارث بإخراج الفيديو المصوّر عنها.
كما حصلت الأغنية المنفردة المصوّرة درغ أوف تشويس، من شريطه المسجل قصة لازاروس (Lazarus Story) عام 2010، على تغطية عالمية وما يزيد عن مليون مشاهدة أيضاً على اليوتيوب، وتم تصويرها في راولبندي في باكستان.

### الفترة بين العامين 2013 و2015: التعاون مع أول ديف ديجيتال ومغنّين آخرين
في عام 2013 وقّع لازاروس عقداً مع شبكة راسل سيمونز متعددة القنوات على اليوتيوب، والتي تسمى أول ديف ديجيتال (All Def Digital)، وأطلق في عام 2014 أغنيته المنفردة أوبن هارت سرجيري بالمشاركة مع مغني الراب بِزّار (Bizzare) التابع لفرقة دي 12، والتي حازت على جائزة «أغنية العام» في الحفل الثاني عشر لتوزيع جوائز موسيقا الأندرغراوند (تحت الأرض) في مدينة نيويورك.
ومن ثم أطلق لازاروس أغنيته المنفردة أندردوغ بمشاركة رويس دا 5'9" في تموز/يوليو لعام 2015، وتم تقديم الأغنية من قِبل تشاك دي (Chuck D) من فرقة ببليك إينيمي (Public Enemy)، وفي تشرين الأول/أكتوبر عام 2015، تعرّف على لوداكريس في حفلته الموسيقية في دالاس التابعة لتيكساس، كما شارك في أغنية فرقة دي 12 رو آز إت غيتس (Raw As It Gets) من شريطها المسجل الحامل لعنوان ديفيلز نايت ((Devil's Nightعام 2015، والذي قدّمه إمينيم وروّجت له شركة شيدي للتسجيلات.

### من عام 2016 وحتى الآن: لاز آرمي للتسجيلات
في كانون الثاني/يناير من عام 2016 أطلق لازاروس أغنية فيرلس (Fearless) بمشاركة كروكد ون (Crooked 1)، والتي انتقد فيها دونالد ترامب، إذ يقول في أحد مقاطعها: «دونالد يريد أن يلوي يدي، لا يمكن للمسلمين أن يبقوا هنا، إنني أشعر كأني مسخ متحوّل الآن، لكن هل أكون ماغنوس أم إكسافيير؟»
وقد شرح هذا المقطع في مقابلة له مع موقع إكزامينر دوت كوم قائلاً: «إنه مستوحى من الكتاب الهزلي (إكس-مِن)، قد يبدو الأمر سخيفاً لوهلة، ولكن المسلمين هم متحولو المجتمع الحالي الجدد، إذ يشير كل من شخصية السيناتور كيلي الخيالية في إكس-مِن ودونالد ترامب إلى الأمر ذاته، فهم يفترضون تورّط المسلمين بأعمال العنف في مكان ما، وبالتالي يجب أن يفرضوا الحظر عليهم جميعاً.»
وأطلقت أول ديف ديجيتال بعد ذلك مقطع الفيديو المُصوَّر لأغنية أندردوغ الذي شارك به رويس دا 5'9" في شهر شباط/فبراير لعام 2016، بينما صدر فيديو أغنية رو أز إت غيتس من الشريط المسجّل لفرقة دي 12 ديفيلز نايت في آب/أغسطس عام 2016.
وفي كانون الثاني/يناير عام 2017 أصدر لازاروس بالتعاون مع مغني الراب البنجابي بوهيميا (Bohemia) أغنية إم تي بي كيه (اختصاراً لـ: Mundian To Bach Ke، أي احذروا من الصبيان)، والتي ظهر فيها أيضاً ديب جاندو وشاكس أوريا، وأنتجتها كالي دينالي ميوزك كتحية للراحل لابه جانجوا، وتخطت مشاهدات الفيديو المصوّر الخاص بها على اليوتيوب الثلاثة ملايين.
بعد ذلك صدرت أغنية لازاروس المنفردة التالية مان أون أ ميشن، والتي أنتجتها داب ميوزك، في آب/أغسطس عام 2017، ولاقت تقييماً إيجابياً من موقع (DesiHipHop.com) أشار بأنها أكثر أغانيه إبداعاً حتى تلك اللحظة، ومن ثم تولّى لازاروس بنفسه إنتاج، وتحرير وإخراج الفيديو المصّور لهذه الأغنية، وصدرت من قِبل شركته المستقلة للتسجيلات «لاز آرمي للتسجيلات»، فحظت على ما يزيد عن مليون مشاهدة على اليوتيوب.
وجال لازاروس باكستان في تشرين الأول/أكتوبر 2017 ومن ثم أطلق الفيديو التالي الخاص به بعنوان باكستان في تشرين الثاني/نوفمبر من العام ذاته، والذي غنّى فيه عن البلد بلغة الأوردو، وأهداها للشاعر الباكستاني المشهور العلّامة محمد إقبال في عيد ميلاده.
وفي كانون الأول/ديسبمر 2017 احتفل لازاروس بمناسبة مرور 10 سنوات على إطلاق أغنيته غادفلو التي نالت شعبية كبيرة، وذلك بإطلاق فيديو مصوّر لها أُنجِز في لاهور في باكستان، وأنتجه فريق التأُثيرات البصرية لمحمد شاه، فأصدرته لاز آرمي للتسجيلات في ليلة رأس السنة، وحصد ما يزيد عن مليون مشاهدة على اليوتيوب في الأسبوع الأول فقط.
وفي آذار/مارس عام 2018 شارك لازاروس في أغنية ريندروبس (Raindrops) مع رويس دا 5'9"، وأوبي ترايس، وسويفتي ماكفاي من فرقة دي 12، وذلك ضمن الشريط المسجّل نو باراشوت (No Parachute)، وأُنتجت الأغنية من قِبل داب ميوزك وقدّمها تشاك دي.
بعد ذلك أطلق لازاروس في تموز/يوليو عام 2018 أغنية ديكابيتيشن تشيمبر بالمشاركة مع غوست-فيس كيلاه من فرقة وو-تانج كلان، وأنتجت هذه الأغنية ريبيل للتسجيلات وقدّمها تشاك دي، وقام لازاروس برفقة غوست-فيس كيلاه بجولة موسيقية في كندا لتأديتها، كما حازت على جائزة لتحميلها من قبل 5 ملايين متابعٍ من شريط التسجيل وو-إنفيجن.
وفي آب/أغسطس عام 2017 غنّى لازاروس إلى جانب سويفتي ماكفاي وأوبي ترايس في بونتياك التابعة لولاية ميشيغان للترويج للموسيقا التصويرية لفيلم (Devil’s Night: Dawn of the Nain Rouge)، من بطولة ناثان ماذرز شقيق إمنيم، إذ ظهر لازاروس في إحدى أغاني الموسيقا التصويرية التي حملت عنوان إتس كمنغ (It's Coming).

## الجوائز والترشيحات
| العام | الأغنية/المرشح       | الجائزة                                           | النتيجة |
| ----- | -------------------- | ------------------------------------------------- | ------- |
| 2015  | Open heart surgery   | جائزة موسيقا الأندرغراوند لـ"أغنية العام"         | فاز     |
| 2015  | Lazarus              | جائزة موسيقا الأندرغراوند لـ"فنّان العام"          | ترشح    |
| 2018  | Decapitation chambre | جائزة الأسطوانة البلاتينية لـ5 ملايين عملية تحميل |         |

## ديسكوغرافيا

### الألبومات
| العام | العنوان                                   | الفنان            | الملاحظات     |
| ----- | ----------------------------------------- | ----------------- | ------------- |
| 2007  | Chapter One: The Prince Who Would Be King | لازاروس           | الألبوم الأول |
| 2010  | Lazarus Story                             | لازاروس           | شريط مسجّل     |
| 2018  | Music Is My Medicine                      | ألبوم سيصدر قريباً |               |